# С. Теодор Баскаран
Сундарарадж Теодор Баскаран (там. சுந்தரராஜ் தியடோர் பாஸ்கரன், род. 1940, Дхарапурам, Британская Индия) — историк кино и защитник дикой природы из Тамилнада, Индия.

## Ранние годы и образование
Теодор Баскаран родился в 1940 году в Дхарапураме (ныне округ Тируппур, штат Тамилнад). Он получил среднее образование, окончив колледж Сент-Джонс в Палаямкоттае, и степень бакалавра (с отличием) по истории в Мадрасском христианском колледже в 1960 году.

## Карьера
Баскаран два года работал научным сотрудником в Государственном архиве штата Тамилнад. Он поступил в Индийскую почтовую службу в 1964 году в качестве начальника отдела в Тричи. Он служил «специальным офицером по военным делам» в Шиллонге во время индо-пакистанской войны 1971 года. В 1974 году он взял учебный отпуск, чтобы исследовать историю тамильского кино по стипендии Совета исторических исследований. В конце концов он ушёл в отставку с поста главного почтмейстера штата Тамилнад.
Баскаран опубликовал свою первую статью о фильме в 1972 году, она была о документальном фильме Чидананды Дасгупты «Танец Шивы». Вдохновлённый своим другом Чарльзом А. Райерсоном, он решил провести исследование о тамильском кино. Он поступил на курс оценки кино в 1974 году. Баскаран стал членом Консультативного совета Национального киноархива в Пуне. В 1976 году Баскаран вступил в Калькуттское кинематографическое общество. В том же году он представил свою первую исследовательскую статью под названием «Киноцензура как инструмент политического контроля в Британской Индии» на Конгрессе истории Индии в Алигархе. Эта и другие статьи легли в основу его первой книги «The Message Bearers», опубликованной в 1981 году. Его вторая книга «Глаз змеи» (1996) получила в 1997 году премию «Золотой лотос» за лучшую книгу о кино. Он также написал несколько книг и статей по истории кино на тамильском языке. Баскаран был старшим научным сотрудником в Национальном институте перспективных исследований в Бангалоре. Он читал лекции о кино во многих университетах, включая Принстонский университет, Австралийский национальный университет и Чикагский университет. Теодор Баскаран был приглашённым научным сотрудником Хьюза в Мичиганском университете в 2001 году и читал курс киноведения. Он был членом жюри Национальной кинопремии 2003 года. В 1998–2001 годах Баскаран был директором Научно-исследовательской библиотеки Роха Мутиа. Он является членом попечительского совета библиотеки. Он также сыграл второстепенную роль в тамильском фильме 2010 года «Аваль Пейар Тамижараси».
Баскаран — заядлый орнитолог и натуралист, бывший почётный смотритель дикой природы и представитель Международной лиги защиты приматов в Южной Индии. Он является попечителем WWF-India. Его сборник эссе о природе и сохранении дикой природы был опубликован в 1999 году под названием «Танец Саруса» (Oxford University Press). Баскаран редактировал сборник статей о природе под названием «The Sprint of The Black Buck»; издательство Penguin (2009).

## Личная жизнь
Он женат на Тилаке Баскаран и живёт в Бангалоре.

### Книги на английском языке
- The Message Bearers: The nationalist politics and the entertainment media in South India, 1880–1945, Chennai: Cre-A (1981). Second edition by New Horizon Media. (2009)
- The Eye of the Serpent: An introduction to Tamil cinema, Chennai: East West Books (1996)
- The Dance of the Sarus: Essays of a Wandering Naturalist, Oxford University Press (1999)
- History through the Lens – Perspectives on South Indian Cinema, Hyderabad: Orient Blackswan (2009)
- Sivaji Ganesan: Profile of an Icon, Wisdom Tree, Delhi (2009)
- (ред.) The Sprint of the Black Buck, Penguin (2010)
- The Book of Indian Dogs, Aleph Book Company (2017)

### Книги на тамильском языке
- (ред.) Mazhaikalamum Kuyilosaiyum, Kalachuvadu (2003)
- Em Thamizhar Seidha padam, Uyirmmai Padippagam (2004)
- (ред.) Chitthiram Pesuthadi, Kalachuvadu (2004)
- Tamil Cinemavin Mugangal, Kanmani Veliyeedu (2004)
- Innum Pirakkadha Thalaimuraikkaga, Uyirmmai Padippagam (2006)
- Thamarai Pootha Thadagam, Uyirmmai Padippagam (2005)
- (перев.) Kaanurai Vengai (The way of the Tiger by K. Ullas Karanth[англ.]), Kalachuvadu (2006)
- Vaanil Parakkum Pullelam, Uyirmmai Padippagam (2012)
- Soppana Vaazhvil Magizhndhe, Kalachuvadu (2014)